# توانو
توانو (بالإيطالية: Toano)‏ هي بلدية في مقاطعة ريدجو إميليا في إقليم إميليا رومانيا الإيطالي.

## السكان
في سنة 1861 بلغ عدد السكان 3٬254 نسمة، وتطور العدد ليصل في سنة 2011 لـ 4٬458 نسمة.
يظهر هذا المخطط البياني تطور النمو السكاني لـ توانو